# Nieul-sur-l'Autise
Nieul-sur-l'Autise is een plaats en voormalige gemeente in het Franse departement Vendée in regio Pays de la Loire en telt 985 inwoners (1999). De plaats maakt deel uit van het arrondissement Fontenay-le-Comte en sinds de gemeente op 1 januari 2019 fuseerde met Oulmes van de commune nouvelle Rives-d’Autise.

## Geografie
De oppervlakte van Nieul-sur-l'Autise bedraagt 22,5 km², de bevolkingsdichtheid is 43,8 inwoners per km².
De onderstaande kaart toont de ligging van Nieul-sur-l'Autise met de belangrijkste infrastructuur en aangrenzende gemeenten.

## Demografie
Onderstaande figuur toont het verloop van het inwonertal.